# Shinri Suzuki
Shinri Suzuki (鈴木 真理, Suzuki Shinri, né le 25 décembre 1974) est un coureur cycliste japonais.

## Palmarès
- 2001
  - 7e étape du Tour de Corée
  - 6e étape du Tour de Hokkaido
  - 3e du Tour d'Okinawa
- 2002
  -  Champion du Japon sur route
  - 6e étape du Tour du Japon
  - 3e étape du Tour de Hokkaido
- 2003
  -  Champion d'Asie sur route
- 2004
  -  Champion d'Asie sur route
  - 5e étape du Tour du Japon
  - 2e du championnat du Japon sur route
  - 2e du Tour de Corée
- 2006
  - 2e du Tour de Hokkaido
  - 3e du championnat du Japon sur route
- 2008
  - 1re étape du Tour de Corée-Japon
- 2009
  - 4e étape du Tour de Taïwan
  - 6e étape du Tour de Hokkaido
  - 2e du Tour de Kumano
  - 2e du Tour de Hokkaido
- 2010
  - 4e étape du Tour du Japon
  - 2e du championnat du Japon sur route
  - 3e de la Kumamoto Road Race

## Classements mondiaux
| Année         | 2005 | 2006 | 2007 | 2008 | 2009 | 2010 | 2011 | 2012 | 2013 | 2014 |
| ------------- | ---- | ---- | ---- | ---- | ---- | ---- | ---- | ---- | ---- | ---- |
| UCI Asia Tour | 174e | 27e  | 94e  | 87e  | 15e  | 23e  | 66e  | 274e |      | 232e |